# Арамийското
Арамийското (на македонска литературна норма: Арамиското) е българско мъжко народно хоро от македонската фолклорна област в ритъм 13/6. Най-често се играе в Битолско. Хорото е с борбено съдържание и мимично-драматични елементи – хвърляне на бомби, стреляне с пистолети и сечене със саби. В началото ръцете се държат за рамо, а по-късно, когато играчите са един зад друг са свободни.